# François Walthéry
François Walthéry (Argenteau, 17 januari 1946) is een Waalse striptekenaar en scenarist. De bekendste stripreeks van zijn hand is Natasja.

## Eerste jaren
Al in zijn jeugd is François Walthéry gefascineerd door stripverhalen en al snel begint hij zelf ook met tekenen. Na zijn schoolopleiding in Marcinelle volgt hij op zijn vijftiende diverse workshops tekenen bij het Saint-Luc Institute in Luik. Daar wordt het talent van de jonge Walthéry opgemerkt, maar men acht hem nog te jong voor de vervolgcursussen. Walthéry doet een beroep op zijn buurman in Cheratte, de tekenaar Mittéï, die onder de indruk is van het werk van de jonge tekenaar. Al snel mag Walthéry zijn mentor bijstaan met het inkten en omkaderen van strips, terwijl hij ondertussen gretig de adviezen van Mittéi tot zich neemt. Het duurt niet lang voordat Walthéry zelf aan het werk mag voor Junior/Ons Volkske, een bijlage van Kuifje waar een gat valt als tekenaar Géri ziek wordt. Het werk van Walthéry wordt gewaardeerd en leidt ertoe dat hij in 1962 zijn eigen strip “Pipo” mag maken voor het blad. Mittéi helpt zijn pupil met het bedenken van de ‘gags’. Walthéry ondertekent de strip met het pseudoniem “Pops”. In hetzelfde jaar volgt hij de vervolgtekencursussen bij Saint-Luc.

## Peyo
Het is de moeder van Walthéry die haar zoon in juli 1963 meeneemt naar de redactie van het stripblad Spirou (Robbedoes). De schetsen van de jonge Walthéry trekken de aandacht van Yvan Delporte en Peyo, twee bekende medewerkers van het blad. Vooral Peyo is opgetogen over het nieuwe talent, de tekenaar/scenarist geef namelijk leiding aan een eigen tekenstudio aan de Avenue de Boetendael in Brussel waar strips als Johan en Pirrewiet en De Smurfen worden gemaakt. Er is een grote vraag naar tekeningen van de Smurfen en Walthéry wordt aan dit project toegevoegd. Hij begint zijn werkzaamheden met het verhaal Smurfonie in ut (verschenen in album De Smurführer). Daarin tekende hij de instrumenten. De Smurfen zelf kon Walthéry namelijk niet goed tekenen. Ook werkt hij aan de reeks Jacky et Célestin (Jakke en Silvester). die verschijnt in de bijlage van Le Soir. Deze serie staat onder supervisie van Will en Jo-El Azara. Walthéry werkt tussen 1963-1966 aan vier avonturen. Na zijn dienstplicht te hebben vervuld, krijgt Walthéry te horen dat hij de Smurfen mag laten schieten en zich kan gaan richten op een andere beroemde reeks van Peyo, Steven Sterk (Benoit Brisefer in het Frans). Tussen 1969 – 1973 werkt hij aan drie lange avonturen van het kleine jongetje met zijn enorme kracht (Oom Ponnes, Circus Bodoni en Lady Adel Fine).

## De geboorte van Natasja
Al in 1967 heeft Walthéry, samen met scenarist Gos, zijn eigen strippersonage bedacht, Natasja, een stewardess die over de hele wereld avonturen beleeft. De zeer welgevormde Natasja stuit echter op de morele verontwaardiging van de Spirouredactie en het duurt tot 1970 voordat Natasja voor het eerst de lucht in mag. De eigen serie van Walthéry is een ramp voor de redacteuren. De toch al niet snel werkende Walthéry blijft stug doorwerken in zijn eigen trage tempo en overschrijdt deadline op deadline. Aangezien de tekenaar ook geniet van zijn nu eindelijk gekomen roem is hij een graag geziene gast op festivals. In de ruim veertig jaren dat Natasja het luchtruim doorklieft, verschenen en er tot nu toe (2020) drieëntwintig albums. Aan hulp geen gebrek, scenaristen als Gos, Borgers, Stoquart, Marc Wasterlain, Tillieux, Mittéï, Cauvin, Mythic, Peyo, Michel Dusar en decortekenaars als Jidéhem, Mittéï, Will, Marc Wasterlain, Laudec en Georges Van Linthout helpen Walthéry om de jonge stewardess in beeld te brengen. Natasja verschijnt in Spirou in hetzelfde jaar als Yoko Tsuno een andere vrouwelijke stripheldin.

## Ander werk
Behalve aan de albums rond Natasja werkt Walthéry ook aan kleine projecten, zoals De ouwe blauwe (met scenario's van Cauvin over het Luikse folkloristische personage Tchantchès (Li vî bleu et Tchantchès). De serie verschijnt tussen 1974-1979. Ook maakt hij reclamebrochures en kalenders (bijvoorbeeld voor de scoutingvereniging). Ook Rattekopje ('Le P'tit Bout d'Chique') een autobiografische strip over zijn kindertijd is een kort project van Walthéry dat tussen 1975-1978 verschijnt en in de jaren '80 wordt uitgegeven door Marsu Productions. In 1993 ziet de strip Rubine het levenslicht. Deze strip, getekend door Walthéry en op scenario van Mythic gaat over een politieagente in Chicago, er zijn inmiddels veertien albums verschenen bij Le Lombard. Dat Walthéry een voorkeur heeft voor het tekenen van welgevormde vrouwen bewezen de strips Natasja en Rubine, het was dan ook onvermijdelijk dat hij zijn talent inzette voor de erotische strips: Betty Strip (1992) en Une Femme dans la Peau uit 1994.
Walthéry was ook betrokken bij de vertaling van de Kuifjestrip Les bijoux de la Castafiore in het Waalse dialect van Luik. In die strip heeft bij wijze van knipoog de marmerwerker (in het origineel bekend als Isidore Boullu) zijn naam gekregen.